# Kramkówka Duża
Kramkówka Duża (em polonês/polaco: Kramkówka Duża; em russo: Крамкувка-Дужа, transl. Kramkówka Duża) é uma aldeia localizada no distrito administrativo de comuna de Goniąd, no condado de  Mońki, na voivodia da Podláquia, no nordeste da Polônia. Está aproximadamente 7 quilômetros a sudoeste de Goniądz, 8 quilômetros a oeste de Mońki e 47 quilômetros a sul da capital regional, Białystok.